# Ro Khanna
Rohit Khanna (Philadelphia, Pennsylvania, 1976. szeptember 13 – ) amerikai demokrata politikus, 2017 óta Kalifornia állam 17. választókerületének kongresszusi képviselője.

## Életpályája
Szülei Indiából vándoroltak be, nagyapja, Amarnath Vidyalankar pedig részt vett az Indiai függetlenségi mozgalomban, börtönben is ült emiatt. Apja vegyészmérnökként, anyja tanárként dolgozik.
1994-ben érettségizett a Council Rock High Schoolban, Philadelphiában. Alapfokozatú diplomáját közgazdaságtan szakon a Chicagói Egyetemen szerezte 1998-ban. 1996-ban Barack Obama kampányában dolgozott, aki akkoriban az Illnois állam szenátusának képviselőségéért indult. Jogi diplomáját a Yale Egyetemen szerezte 2001-ben. Ezután ügyvédként dolgozott, de tanított is a Stanford Egyetemen és a Santa Clara Jogi Egyetemen.
Gyakornokként dolgozott a Carter Centerben, Jimmy Carter korábbi elnök szervezetében, valamint Jack Quinnnek is, aki abban az időben Al Gore alelnök kabinetfőnöke volt. 2004-ben sikertelenül indult a Demokrata Párt jelöléséért Kalifornia 12. választókörzetének képviselőségéért. 
2009-ben Barack Obama Khannát jelölte ki az Egyesült Államok kereskedelmi minisztériumának helyettes titkárának, 2012-ben pedig tagja lett Kalifornia munkaerő-befektetési bizottságának.
2012-ben indult volna, ha az aktuális képviselő, Pete Stark visszavonult volna, de ez nem történt meg, Khanna pedig végül nem hívta ki Starkot. Stark elvesztette a választást republikánus kihívója ellen.
2014-ben ismét megpróbálkozott a képviselőséggel, ezúttal az állam 17. körzetében, de az aktuális képviselő, Mike Honda legyőzte őt mind az előválasztáson, mind az áltanos választáson.
2016-ban megfordult Khanna szerencséje, legyőzte Hondát a választásokon, Kalifornia 17. választókerületének képviselőjévé válva. Khanna megnyerte az ezt követő három választást is, 2018-ban, 2020-ban és 2022-ben is győzedelmeskedett.
Kongresszusi munkája alatt többek között olyan ügyekkel foglalkozott, mint a szennyező cégek vezérigazgatóinak meghallgatásaiban való részvétel, és törvénytervezetek benyújtása, amik elősegítenék a garantált egészségbiztosítást, vagy korlátoznák a Legfelsőbb Bíróság tagjainak mandátumának hosszát.

## Politikája
Khanna progresszív kapitalistának tartja magát, a kongresszusban tagja a Progresszív Kaukuszak. Kampányweboldala szerint támogatja többek között az állami egyetemek ingyenessé tételét, a bevándorlás reformját, a garantált egészségbiztosítást, a lőfegyverek jogi hátterének reformját, a környezetvédelmet, az LMBTQ jogok védelmét, valamint a nők jogainak védelmét.